# Epilampra cicatricosa
Epilampra cicatricosa är en kackerlacksart som först beskrevs av Rehn, J. A. G. 1903.  Epilampra cicatricosa ingår i släktet Epilampra och familjen jättekackerlackor.
Artens utbredningsområde är Costa Rica. Inga underarter finns listade i Catalogue of Life.